# A kiskosár kalandjai
A kiskosár kalandjai magyar televíziós bábfilmsorozat, amelynek forgatókönyvét Tordon Ákos írta.

## Alkotók
- Író: Tordon Ákos
- Rendező és operatőr: Tóth A. Pál
- Társrendező: Fritz László
- Zeneszerző: Hajdú Lóránt
- Vágó: Korompai Ilona
- Bábtervező: Lévai Sándor
- Szerkesztő: Kekeres Pálné
- Gyártásvezető: Török Albert

Készítette a Magyar Televízió.

## Szereplők
- Kiskosár: Hacser Józsa
- Mindentelhisz nagymama: Pártos Erzsi
- Dúrmoll kandúr: Juhász Tóth Frigyes
- Dugó kutya: Csákányi László
- Kosaras: Szabó Gyula
- Házmester: Dalmady Géza
- Zsémbes néni: Békés Itala
- Tejes hölgy: Garamszegi Mária
- Rádióbemondó: Komlós István
- Rendőrnő: Szakály Márta
- Kisrigó és kisegér: Váradi Hédi
- Talált tárgyak tulajdonosa: ?

## Epizódok
| # | Cím                            | Premier           |
| --- | ------------------------------ | ----------------- |
| 1. | A kökörcsinyi kosaras          | 1966. január 2.   |
| Mindentelhisz nagymama és Durmol cica egy padon ülnek a parkban, élvezik a szép napsütést. A nagymama kötöget, Durmol a gombolyaggal játszik. Egyszer csak megjelenik egy kosaras, mégpedig Kökörcsinböl. Már csak egy kiskosara maradt. A nagymamának nagyon megtetszik az eleven kiskosár, igy hát fél garasért megveszi nem is sejtve, hogy mennyi kalandba keveri a kis jövevény… |                                |                   |
| 2. | Dugó, Dúrmoll és a kiskivánság | 1966. január 9.   |
| A Kiskosár megismerkedik Mindentelhisz nagymama lakásával, ami a Mese utcában egy emeletes ház 4. emeletén van. Itt él Dúrmoll macskával és Dugó kutyával. |                                |                   |
| 3. | Kaland a tejcsarnokban         | 1966. január 16.  |
| Mindentelhisz nagymama a Kiskosárral, Dugóval és Dúrmollal a tejboltba megy vásárolni. A sorban aztán előre furakodik Zsémbes néni, aki azonnali kiszolgálást követel magának… |                                |                   |
| 4. | Ejnye, Zsémbes néni!           | 1966. január 23.  |
| Elveszett a Kiskosár! De hol lehet? Dugó kiszimatolja, hogy a Kiskosár csakis Zsémbes néninél lehet és biztosan a tejbolt előtt cserélhette ki, mert az övé maradt náluk. Közben a Kiskosár is haza akar menni, de Zsémbes néni kiköti és nem engedi. Dugó akcióba lép… |                                |                   |
| 5. | Diadalkapu, diadalmenet        | 1966. január 30.  |
| Mindentelhisz nagymama és Dúrmoll izgatottan várja haza a Kiskosarat. Dúrmoll kitalálja, hogy diadalkaput épit a lakásban a hazatérö tiszteletére, amiben persze Mindentelhisz nagymama is boldogan segít… |                                |                   |
| 6. | A kökörcsinyi tarka vásár      | 1966. február 6.  |
| Mindentelhisz nagymama Durmollal, Dugóval és a Kiskosárral elindul Kökörcsinbe, a tarka vásárba. Igen ám, de a szépen felújított autó defektet kap és még a motorja is tönkremegy. Most mi lesz? Hogyan érnek oda? |                                |                   |
| 7. | Mindentelhisz nap              | 1966. február 13. |
| Mindentelhisz nagymamának névnapja van. A Kiskosár, Dúrmoll és Dugó ajándékon törik a fejüket. Mit is adjanak e jeles napon? Dugó megtalálja tavalyi nyertes tombolaszelvényét, amin épp egy tortát lehet beváltani… |                                |                   |
| 8. | Családi album                  | 1966. február 20. |
| Mindentelhisz nagymama, Dúrmoll, Dugó és a Kiskosár együtt nézik közös fényképeiket a nagy albumban. Minden képhez van egy-egy szép emlék, dal vagy versike… |                                |                   |
| 9. | Különös karaván                | 1966. február 27. |
| Mindentelhisz nagymama és Dúrmoll elbóbiskolnak a parkban a padon. Kiskosár azonban unatkozik és játszani megy a Kisrigóval. El is veszik és több kis gazdátlan társával együtt a talált tárgyak osztályára kerül… |                                |                   |
| 10. | Léggömb akció                  | 1966. március 6.  |
| A Kiskosár az elveszett tárgyak között búslakodik. Attól fél, hogy már Mindentelhisz nagymama el is felejtette. Bánatában hallgat a kisegérre, s egy léggömb segítségével utazásra indul. |                                |                   |